# طاش ما طاش 7 (مسلسل)
طاش ما طاش 7، مسلسل كوميدي سعودي من إخراج عبد الخالق الغانم ومن إنتاج التلفزيون السعودي والعرض الأول كان في (1 رمضان 1420 - 9 ديسمبر 1999).

## فريق الممثلين
من بطولة الممثلون:
- عبد الله السدحان
- ناصر القصبي